# 722 a.C.

## Eventos
- Sargão II da Assíria toma a Samaria e acaba com o reino de Israel. [1][2]

## Mortes
- Salmaneser V (n. 726 a.C.)[3]